# Palaquium leiocarpum
Palaquium leiocarpum là một loài thực vật có hoa trong họ Hồng xiêm. Loài này được Boerl. mô tả khoa học đầu tiên năm 1900.